# 죽전도서관
죽전도서관은 경기도 용인시 수지구 죽전동 소재의 도서관이다.

## 연혁
- 2007.02.27. 죽전도서관 착공
- 2008.11.30. 죽전도서관 준공
- 2008.12.29. 죽전도서관 임시개관
- 2009.02.06. 국회도서관 원문 서비스 시행
- 2009.02.06. DVD 서비스 시행
- 2009.03.26. 죽전도서관 개관
- 2010.03.12. 열람실 좌석관리시스템 좌석연장제 운영
- 2011.11. 열람실 24시까지로 운영 시간 연장

## 시설현황
- 3층: 열람실, 디지털자료실, 사무실
- 2층: 종합자료실, 세미나실, 시청각실
- 1층: 어린이 자료실, 안내실, 매점(휴게실)
- 지하1층: 주차장(30대, 장애자용 2대 포함)

## 이용 안내
이용 시간
- 종합자료실: 평일 09:00 ~ 22:00 / 주말 09:00 ~ 17:00
- 어린이자료실: 평일 09:00 ~ 18:00 / 주말 09:00 ~ 17:00
- 디지털자료실: 평일 09:00 ~ 18:00 / 주말 09:00 ~ 17:00
- 일반열람실: 매일 07:00 ~ 24:00

휴관일
- 정기휴관일
  - 매월 첫 번째, 세 번째 월요일: 시설 전체 휴관
  - 명절(신정, 설연휴, 추석연휴): 시설 전체 휴관
  - 법정공휴일: 열람실만 개방(09:00~18:00) - 단, 일요일은 제외.(일요일은 열람실 및 자료실 운영)
- 임시휴관일: 도서관의 특별한 사정으로 인한 휴관

## 여담
인근에 단국대학교가 있어서 학생들이 자주 찾는다. 그렇기에 제2의 단국대 중앙도서관이라는 별명으로 불린다.